# Rhopalodina compacta
Rhopalodina compacta is een zeekomkommer uit de familie Rhopalodinidae.
De wetenschappelijke naam van de soort werd in 1964 gepubliceerd door Gustave Cherbonnier.